# Блэкфит (индейская резервация)
Блэкфит (англ. Blackfeet) — индейская резервация, расположенная на северо-западе штата Монтана.

## История
В 1855 году черноногие заключили свой первый договор с американским правительством. После резни на реке Марайас пикани были вынуждены поселиться в резервации. Изначально им была выделена огромная территория, площадь которой в несколько раз превышала нынешнюю. С 1873 года по 1896-й площадь резервации постоянно сокращалась, а часть её была открыта для заселения белыми американцами.

## География
Резервация расположена на северо-западе штата Монтана и включает часть округов Глейшер и Пондерей. Общая площадь Блэкфит, включая трастовые земли (0,3 км²), составляет 6 214,406 км², из них 6 170,534 км² приходится на сушу и 70,872 км² — на воду. Административным центром резервации и штаб-квартирой племени является город Браунинг. На территории резервации насчитывается 282 км ручьёв и восемь крупных озёр.

## Демография
В 2010 году в резервации проживало 10 405 человек, из них 86% были пикани. Плотность населения была 1,67 чел./км². В 2017 году в Блэкфит проживало 10 938 человек.
Согласно федеральной переписи населения 2020 года в резервации проживало 10 764 человека, насчитывалось 2 752 домашнее хозяйство и 3 630 жилых домов. Средний доход на одно домашнее хозяйство в индейской резервации составлял 34 731 долларов США. Около 31 % всего населения находились за чертой бедности, в том числе 34,8 % тех, кому ещё не исполнилось 18 лет, и 30,4 % старше 65 лет.
Расовый состав распределился следующим образом: белые — 1 195 чел., афроамериканцы — 10 чел., коренные американцы (индейцы США) — 9 058 чел., азиаты — 14 чел., океанийцы — 11 чел., представители других рас — 15 чел., представители двух или более рас — 461 человек; испаноязычные или латиноамериканцы любой расы составили 207 человек. Плотность населения составляла 1,73 чел./км².

## Экономика
Основными отраслями экономики резервации являются животноводство, земледелие — выращиваются в основном пшеница и ячмень, добыча нефти и газа, а также переработка древесины. Около 50% жителей резервации в трудоспособном возрасте являются безработными.